# Мікаела Рамадзотті
Мікае́ла Рамадзо́тті (італ. Micaela Ramazzotti; 17 січня 1979, Рим, Італія) — італійська акторка та кінорежисерка. Багаторазова номінанта та лауреатка низки міжнародних фестивальних та національних професійних кінонагород.

## Біографія
Мікаела Рамадзотті народилася 17 січня 1979 року в Римі. У 13 років вона ввійшла до світу до шоу-бізнесу, знімаючись у фотороманах для тижневого підліткового часопису «Cioè».
Свою акторську кар'єру Мікаела почала в 1999 році з фільму Массімо Мартелли «Вперше». У цьому ж році вона зіграла невелику роль у стрічці Пупі Аваті «Дорога ангелів». Наступного року акторка знялася в комедії жахів братів Манетті «Зора-вампірка» (2000), зігравши головну роль у партнерстві з Карло Вердоне, який також виступив продюсером фільму.
Коли Мікаелі виповнилося 27 років, вона переїхала до Лондона, де працювала офіціанткою, проте незабаром повернулася назад, оскільки їй запропонували роль Вероніки у фільмі Джанлуки Тавареллі «Нічого не обіцяй сьогодні увечері» (2006). Фільм був показаний на 63-му Венеційському міжнародному кінофестивалі, де отримав «Приз компанії Wella» (італ. Wella Cinema Donna). На фестивалі Мікаела познайомилася з режисером Паоло Вірдзі, який запропонував їй роль в його майбутньому фільмі «Усе життя попереду» (2008), за яку вона вперше була номінована на італійську національну кінопремію «Давид ді Донателло» як найкраща акторка другого плану.
У 2010 році Мікаела Рамадзотті знялася у партнерстві із Стефанією Сандреллі та Валеріо Мастандреа в комедійному фільмі Паоло Вірдзі «Перше прекрасне». За роль головної героїні Анни Мікелуччі в молодому віці, яку зіграла Стефанія Сандреллі, Рамадзотті отримала премію «Давид ді Донателло», як найкраща акторка, свою першу «Срібну стрічку» від Італійського національного синдикату кіножурналістів та Італійський «Золотий глобус».
У 2016 році вона Мікаела Рамадзотті зіграла одну з головних ролей в кінокомедії «Між нами, дівчатками» Крістіни Коменчіні. У 2017-му, спільно з Еліо Джермано, Джованною Медзоджорно та Ренато Карпентьєрі знялася у драмі Джанні Амеліо «Ніжність», за роль Мікели у якому акторка була номінована у 2018 році на здобуття премії «Давид ді Донателло» в категорії «Найкраща акторка другого плану». Цього ж року Рамадзотті зіграла роль Марії у фільмі режисера Себастьяно Різо «Сім'я», який брав участь в головній конкурсній програмі 74-го Венеційського кінофестивалю, змагаючись за «Золотого лева».

## Фільмографія
| Рік  |    | Українська назва                  | Оригінальна назва               | Роль                       |
| ---- | -- | --------------------------------- | ------------------------------- | -------------------------- |
| 1998 | с  | Дружина для друга                 | Una donna per amico             |                            |
| 1999 | ф  | Вперше                            | La prima volta                  | Норма                      |
| 1999 | ф  | Дорога ангелів                    | La via degli angeli             |                            |
| 1999 | ф  | Різдвяні канікули 2000            | Vacanze di Natale 2000          | Джада                      |
| 2000 | с  | Дон Маттео                        | Don Matteo                      |                            |
| 2000 | ф  | Зора-вампірка                     | Zora la vampira                 | Зора                       |
| 2001 | ф  | Сексі комедія                     | Commedia sexy                   | Джулія                     |
| 2002 | с  | Вкрадені серця                    | Cuori rubati                    | Елеонора Россі             |
| 2004 | с  | Кохання і таємниці                | Amanti e segreti                | Крістіана                  |
| 2005 | тф | Весна повертається                | Un anno a primavera             | Марта                      |
| 2005 | с  | Докази злочину                    | R.I.S. — Delitti imperfetti     | Сара Меллі                 |
| 2005 | ф  | Ізабелла Морра                    | Sexum superando: Isabella Morra | Ізабелла Ді Морра          |
| 2005 | тф | Таємний агент кохання             | Gli occhi dell'amore            | Мікі                       |
| 2006 | ф  | Нічого не обіцяй сьогодні увечері | Non prendere impegni stasera    | Вероніка                   |
| 2006 | тф | Що, якщо Санта… знову?            | Il mio amico Babbo Natale 2     | Лівія                      |
| 2008 | с  | Білі злочини                      | Crimini bianchi                 | К'яра Ринальді             |
| 2008 | ф  | Усе життя попереду                | Tutta la vita davanti           | Соня                       |
| 2008 | тф | Останній покровитель              | L'ultimo padrino                | Елеонора «Квітка» Масса    |
| 2009 | ф  | Сердечне питання                  | Questione di cuore              | Россана                    |
| 2009 | ф  | Там-то для усіх                   | Ce n'è per tutti                | Іза                        |
| 2010 | ф  | Перше прекрасне                   | La prima cosa bella             | Анна Мікелуччі (1971-1981) |
| 2011 | ф  | Велике дівоче серце               | Il cuore grande delle ragazze   | Франческа Ості             |
| 2012 | ф  | Красиві метелики                  | Bellas mariposas                | La Coga Aleni              |
| 2012 | ф  | Стоячи в раю                      | Posti in piedi in paradiso      | Глорія                     |
| 2013 | с  | Весілля                           | Un matrimonio                   | Франческа Ості             |
| 2013 | ф  | Щасливі роки                      | Anni felici                     | Серена                     |
| 2014 | ф  | Темніше за північ                 | Più buio di mezzanotte          | Рита, мати Давиде          |
| 2015 | ф  | Італійське ім'я                   | Il nome del figlio              | Симона                     |
| 2015 | ф  | Як навіжені                       | La pazza gioia                  | Донателла Мореллі          |
| 2015 | ф  | Я убила Наполеона                 | Ho ucciso Napoleone             | Аніта                      |
| 2016 | ф  | Між нами, дівчатками              | Qualcosa di nuovo               | Марія                      |
| 2017 | ф  | Ніжність                          | La tenerezza                    | Мікела                     |
| 2017 | ф  | Сім'я                             | Una famiglia                    | Марія                      |
| 2018 | ф  | Історія без імені                 | Una storia senza nome           | Валерія                    |

## Нагороди та номінації
| Рік                                                  | Категорія                                        | Фільм                                           | Результат |
| ---------------------------------------------------- | ------------------------------------------------ | ----------------------------------------------- | --------- |
| Венеційський міжнародний кінофестиваль               |                                                  |                                                 |           |
| 2006                                                 | Приз компанії Wella                              | Нічого не обіцяй сьогодні увечері               | Перемога  |
| Італійський кінофестиваль у Бастії                   |                                                  |                                                 |           |
| 2007                                                 | Найкраща акторка                                 | Нічого не обіцяй сьогодні увечері               | Перемога  |
| Премія «Золота хлопавка»                             |                                                  |                                                 |           |
| 2008                                                 | Найкраща акторка другого плану                   | Усе життя попереду                              | Номінація |
| 2009                                                 | Найкраща акторка другого плану                   | Сердечне питання                                | Перемога  |
| 2015                                                 | Найкраща акторка другого плану                   | Італійське ім'я                                 | Номінація |
| 2017                                                 | Найкраща акторка                                 | Як навіжені                                     | Перемога  |
| Премія «Kineo» (Італія)                              |                                                  |                                                 |           |
| 2008                                                 | Найкраща акторка другого плану                   | Усе життя попереду                              | Номінація |
| 2012                                                 | Найкраща акторка                                 | Стоячи в раю                                    | Номінація |
| Премія «Давид ді Донателло»                          |                                                  |                                                 |           |
| 2009                                                 | Найкраща акторка другого плану                   | Усе життя попереду                              | Номінація |
| 2010                                                 | Найкраща акторка                                 | Перше прекрасне                                 | Перемога  |
| 2012                                                 | Найкраща акторка                                 | Стоячи в раю                                    | Номінація |
| 2015                                                 | Найкраща акторка другого плану                   | Італійське ім'я                                 | Номінація |
| 2017                                                 | Найкраща акторка                                 | Як навіжені                                     | Номінація |
| 2018                                                 | Найкраща акторка другого плану                   | Ніжність                                        | Номінація |
| Італійський національний синдикат кіножурналістів    |                                                  |                                                 |           |
| 2009                                                 | Нагорода L'Oreal Professional                    | Нагорода L'Oreal Professional                   | Перемога  |
| 2010                                                 | Премія «Срібна стрічка» найкращій акторці        | Перше прекрасне (спільно з Стефанією Сандреллі) | Перемога  |
| 2012                                                 | Премія «Срібна стрічка» найкращій акторці        | Стоячи в раю Велике дівоче серце                | Перемога  |
| 2014                                                 | «Срібна стрічка» найкращій акторці другого плану | Темніше за північ                               | Номінація |
| 2015                                                 | «Срібна стрічка» найкращій акторці другого плану | Італійське ім'я                                 | Перемога  |
| 2016                                                 | «Срібна стрічка» найкращій акторці               | Як навіжені (спільно з Валерією Бруні-Тедескі)  | Перемога  |
| 2017                                                 | «Срібна стрічка» найкращій акторці               | Ніжність (спільно з Джованною Медзоджорно)      | Номінація |
| Премія «Золотий глобус»                              |                                                  |                                                 |           |
| 2009                                                 | Найкраща акторка                                 | Сердечне питання                                | Номінація |
| 2014                                                 | Найкраща акторка                                 | Щасливі роки                                    | Номінація |
| 2017                                                 | Найкраща акторка                                 | Ніжність                                        | Номінація |
| Премія «Золотий кубок»                               |                                                  |                                                 |           |
| 2010                                                 | Найкраща комедійна акторка                       | Сердечне питання                                | Перемога  |
| 2011                                                 | Найкраща комедійна акторка                       | Перше прекрасне                                 | Перемога  |
| 2013                                                 | Найкраща комедійна акторка                       | Велике дівоче серце Стоячи в раю                | Перемога  |
| Міжнародний кінофестиваль у Вальядоліді              |                                                  |                                                 |           |
| 2016                                                 | Найкраща акторка                                 | Як навіжені (спільно з Валерією Бруні-Тедескі)  | Перемога  |
| Римський кінофестиваль                               |                                                  |                                                 |           |
| 2010                                                 | Нагорода Lancia Musa and Diva                    | Нагорода Lancia Musa and Diva                   | Перемога  |
| Міжнародний приз Флайяно                             |                                                  |                                                 |           |
| 2014                                                 | Золотий пегас найкращій телевізійній акторці     | Весілля                                         | Перемога  |
| Премія Італійської федерації артхаусного кіно (FICE) |                                                  |                                                 |           |
| 2016                                                 | Найкраща акторка                                 | Як навіжені                                     | Перемога  |

## Родина та особисте життя
З 17 січня 2009 року Мікаела Рамадзотті у шлюбі за режисером Паоло Вірдзі. Подружжя має двох дітей — сина Якопо (нар. 1.03.2010) та доньку Анну (нар. 15.04.2013).